# Màng xốp hơi

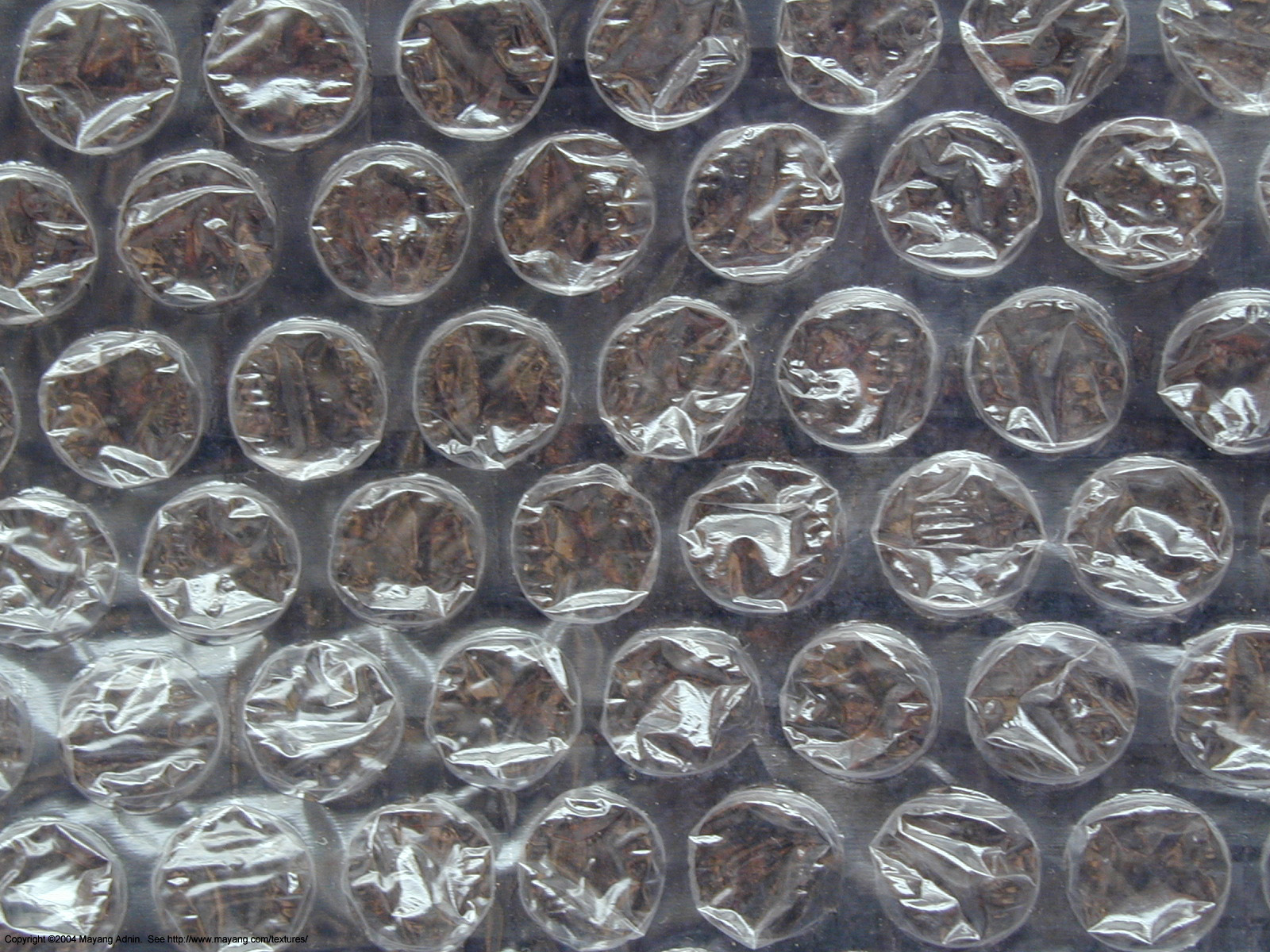

Màng xốp hơi (bubble wrap) là một loại màng nhựa trong suốt. Là vật liệu được sử dụng để đóng gói bảo vệ hàng dễ vỡ. Các hạt bong bóng khí căng tròn giúp bảo vệ hàng hóa được bảo vệ.
"Bubble wrap" là một thương hiệu được sở hữu bởi công ty Sealed Air Corporation. Được tạo ra bởi Alfred Fielding và Marc năm 1957 một cách vô tình. Trong quá trình cố gắng tạo ra một loại nhựa ba chiều. Mặc dù ý tưởng thất bại nhưng họ cũng thấy rằng họ đã tạo ra một loại vật liệu đóng gói mới. Sealed Air Corporation được thành lập năm 1960 bởi Alfred Fielding năm 1960..
Các tên gọi phổ biến khác như xốp hơi bọc hàng, xốp bong bóng, xốp bọt khí, xốp bóp nổ, túi bóng khí, ni lông bóng khí thường được sử dụng cho sản phẩm này. 

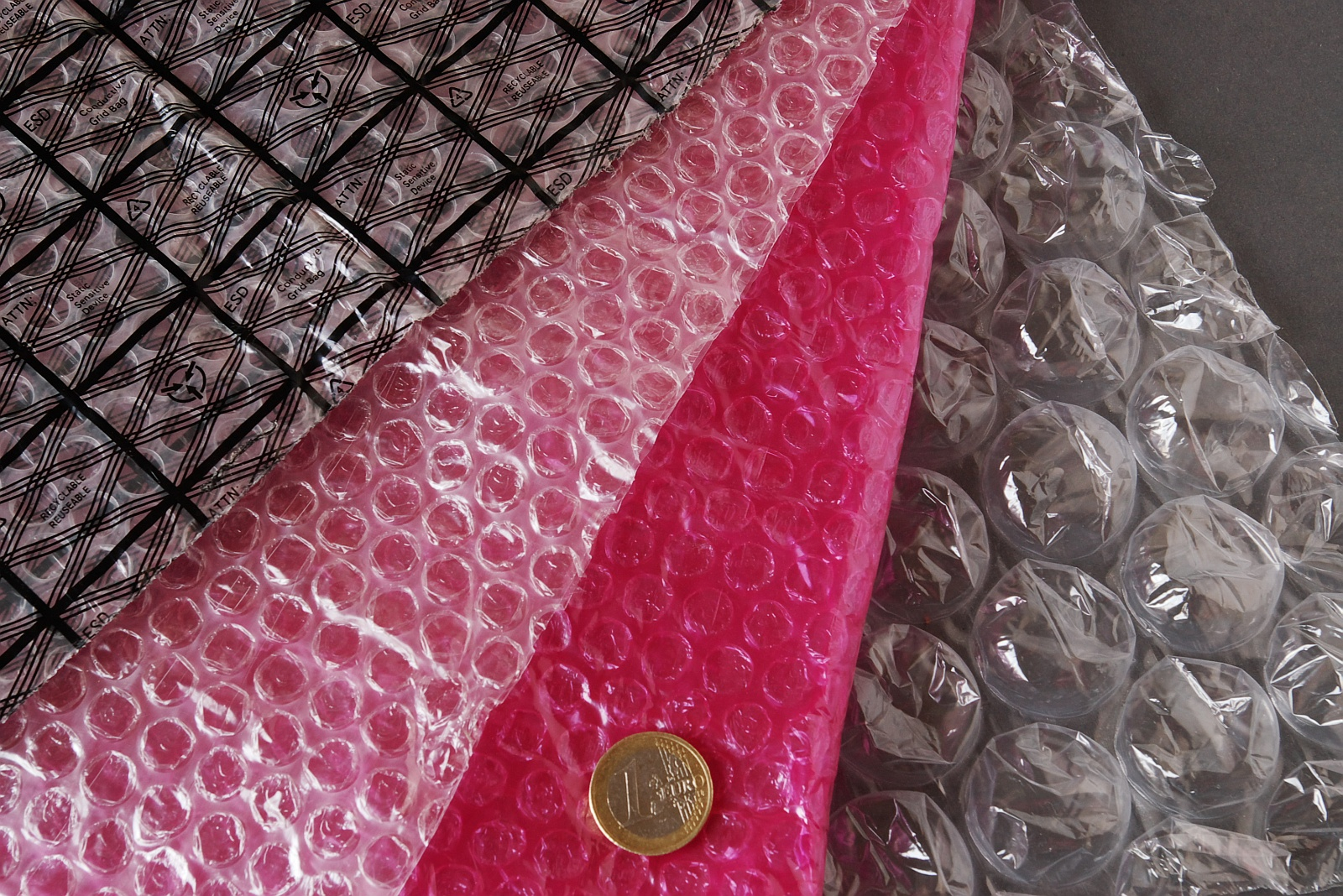
Bong bóng, tiêu chuẩn và với những mảng màu như tĩnh điện chống tĩnh điện

Các hạt bong bóng giúp khả năng bảo vệ các loại hàng dễ vỡ với nhiều loại kích thước khác nhau. Bảo vệ bằng nhiều lớp giúp sản phẩm bên trong có thể chống được nhưng rung chấn vo va chạm trong quá trình vận chuyển. Được tạo thành từ polyethylene (LDPE) với một mặt phẳng và một mặt chứa một phần hai bóng khí. Đường kính bóng khỉ nhỏ nhất là 6 mm, lớn nhất có thể tới 26 mm, loại phổ biến có đường kính bóng khí 10 mm (1 cm).
Ngoài việc bảo vệ các loại hàng hóa dễ vỡ, dễ trầy xước trong quá trình vận chuyển, màng xốp hơi còn được sử dụng trong đóng gói bảo vệ các loại hàng hóa điện tử bởi loại xốp hơi chống tĩnh điện. Năm 1960 trong lần vận chuyển đầu tiên IBM 1401 đã sử dụng loại xốp hơi chống tĩnh điện để đóng gói bảo vệ trước khi vận chuyển tới khách hàng.

## Cấu tạo của xốp hơi
Phổ biến hơn cả là loại xốp hơi 2 lớp, bao gồm một lớp màng và một lớp bóng khí. Chất liệu tạo thành là nhựa Low-density polyethylene (LDPE) Đây là cấu tạo đặc trưng nguyên thủy của màng xốp hơi bọc hàng. Loại xốp hơi 3 lớp thường ít được sử dụng hơn, dùng nhiều làm vật liệu cách nhiệt.

## Công dụng của màng xốp hơi

### Chống va đập
Khả năng chống sốc cho sản phẩm. Chống va đập và hạn chế sản phẩm bị trầy xước trong quá trình vận chuyển sản phẩm

## Bubble Wrap Day (#BubbleWrapDay)
Ngày thứ 2 cuối cùng của tháng 1 hàng năm được gọi là ngày truyền thống của xốp hơi #BubbleWrapDay, mọi người có thể vui vẻ với những bong bóng khí trên tay, thưởng thức tiếng nổ lách tách có thể giúp bạn giảm stress cũng như vui vẻ hơn với những người bạn của mình.

## Vui chơi
Màng xốp hơi bong bóng khi dùng lực gây nên những tiếng nổ vui nhộn, nó được xem như một cách giải trí, nhiều trò trơi điện tử như Mugen Puchipuchi mô phỏng cách này để giải trí.Bubble Wrap Day ngày màng xốp hơi bong bỏng được tổ chức hàng năm vào thứ 2 cuối cùng của tháng 2 hàng năm. Các hoạt đông vui chơi bằng xốp hơi bong bóng được tổ chức ở nhiều nơi trên thế giới.